# 8e législature du Canada

La distribution initiale des sièges lors de la 8e législature du Canada

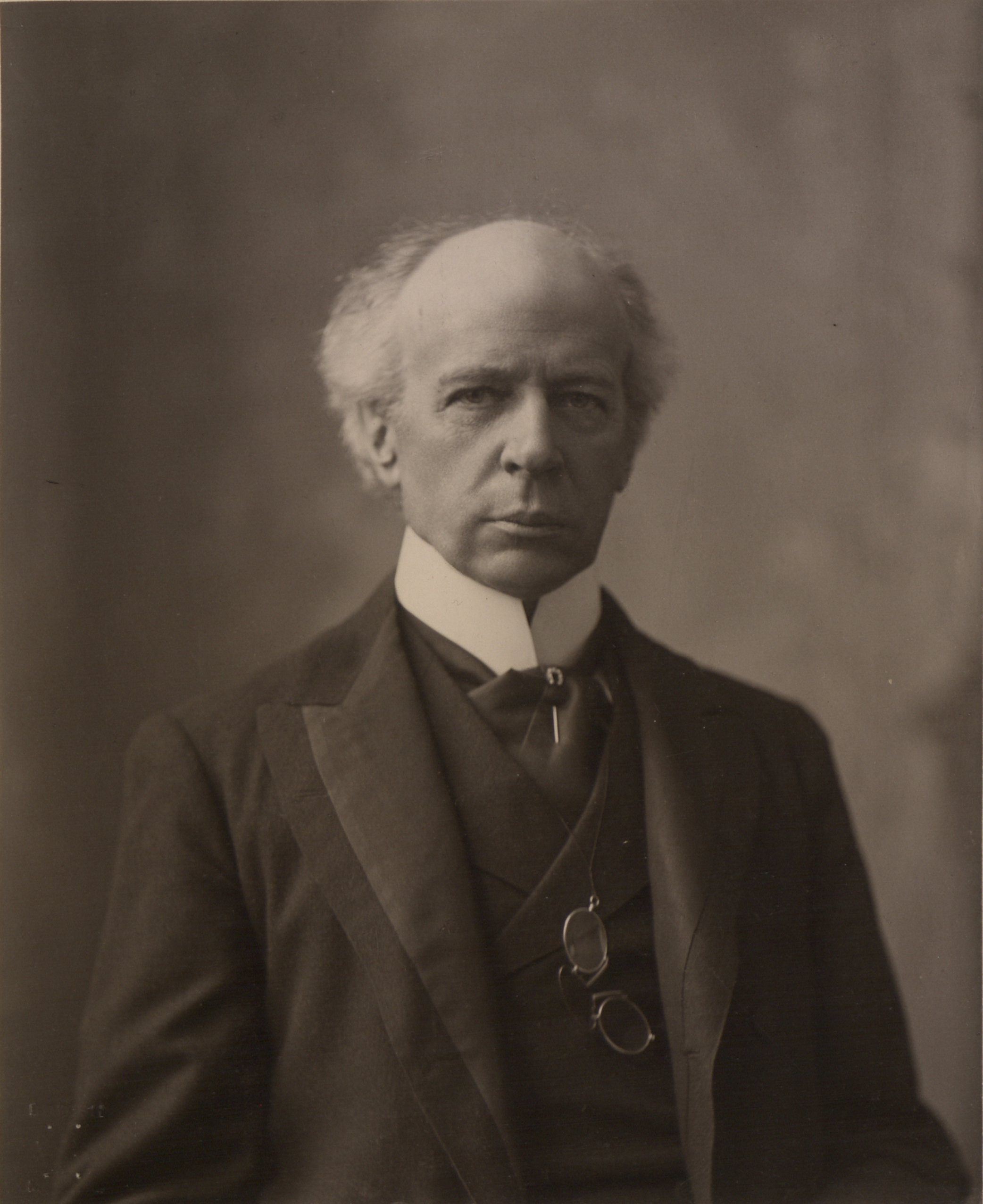
Sir Wilfrid Laurier fut premier ministre lors de la 8e législature du Canada

La 8e législature du Canada fut en session du 19 août 1896 au 9 octobre 1900. Sa composition fut établie par les élections de 1896 et fut entretemps modifiée par des démissions et des élections partielles survenues avant la dissolution de la législature avant les élections de 1900.
Cette législature fut contrôlée par une majorité de députés du Parti libéral, sous le contrôle du premier ministre Wilfrid Laurier. L'Opposition officielle fut détenue par le Parti conservateur et le Parti libéral-conservateur, contrôlés par Charles Tupper.
Le Président de la Chambre des communes fut initialement James David Edgard et ensuite Thomas Bain.  
Voici les 5 sessions parlementaires de la 8e législature:
| Session | Début            | Fin             |
| ------- | ---------------- | --------------- |
| 1re     | 19 août 1896     | 5 octobre 1896  |
| 2e      | 25 mars 1897     | 29 juin 1897    |
| 3e      | 3 février 1898   | 13 juin 1898    |
| 4e      | 16 mars 1899     | 11 août 1899    |
| 5e      | 1er février 1900 | 18 juillet 1900 |

## Liste des députés

### Colombie-Britannique
| Circonscription | Circonscription | Nom                           | Parti        |
| --------------- | --------------- | ----------------------------- | ------------ |
| Burrard         |                 | George Ritchie Maxwell        | Libéral      |
| New Westminster |                 | Aulay MacAulay Morrison       | Libéral      |
| Vancouver       |                 | William Wallace Burns McInnes | Libéral      |
| Victoria*       |                 | Edward Gawler Prior           | Conservateur |
| Victoria*       |                 | Thomas Earle                  | Conservateur |
| Yale—Cariboo    |                 | Hewitt Bostock                | Libéral      |

### Île-du-Prince-Édouard
| Circonscription | Circonscription | Nom                                                                             | Parti                |
| --------------- | --------------- | ------------------------------------------------------------------------------- | -------------------- |
| Prince-Est      |                 | John Yeo (au 19 novembre 1898, nomination au Sénat)                             | Libéral              |
| Prince-Est      |                 | John Howatt Bell (élection partielle en 1898)                                   | Libéral              |
| Queen's-Est     |                 | Alexander Martin                                                                | Conservateur         |
| King's          |                 | Augustine Colin Macdonald                                                       | Conservateur         |
| Prince-Ouest    |                 | Edward Hackett (élection annulée en 24 mars 1897)                               | Libéral-conservateur |
| Prince-Ouest    |                 | Stanislaus Francis Perry (élection partielle en 1897, décès le 24 février 1898) | Libéral              |
| Prince-Ouest    |                 | Bernard Donald McLellan (élection partielle en 1898)                            | Libéral              |
| Queen's-Ouest   |                 | Louis Henry Davies (au 11 juillet 1896)                                         | Libéral              |
| Queen's-Ouest   |                 | Louis Henry Davies (élection partielle en 1896)                                 | Libéral              |

### Manitoba
| Circonscription | Circonscription | Nom                                                            | Parti        |
| --------------- | --------------- | -------------------------------------------------------------- | ------------ |
| Brandon         |                 | Dalton McCarthy (quitte son siège pour Simcoe-Nord en Ontario) | Indépendant  |
| Brandon         |                 | Clifford Sifton (élection partielle en 1896)                   | Libéral      |
| Lisgar          |                 | Robert Lorne Richardson                                        | Libéral      |
| Macdonald       |                 | Nathaniel Boyd                                                 | Conservateur |
| Macdonald       |                 | John Gunion Rutherford (élection partielle en 1897)            | Libéral      |
| Marquette       |                 | William James Roche                                            | Conservateur |
| Provencher      |                 | Alphonse Alfred Clément Larivière                              | Conservateur |
| Selkirk         |                 | John Alexander Macdonell                                       | Libéral      |
| Winnipeg        |                 | Hugh John Macdonald (élection annulé le 29 mars 1897)          | Conservateur |
| Winnipeg        |                 | Richard Willis Jameson (élection partielle en 1897)            | Libéral      |
| Winnipeg        |                 | Arthur W. Puttee (élection partielle en 1900)                  | Travailliste |

### Nouveau-Brunswick
| Circonscription             | Circonscription | Nom                                                      | Parti                |
| --------------------------- | --------------- | -------------------------------------------------------- | -------------------- |
| Albert                      |                 | William James Lewis                                      | Indépendant          |
| Carleton                    |                 | Frederick Harding Hale                                   | Libéral-conservateur |
| Charlotte                   |                 | Gilbert White Ganong                                     | Libéral-conservateur |
| Cité et Comté de Saint-Jean |                 | Joseph John Tucker                                       | Libéral              |
| Cité de Saint-Jean          |                 | John Valentine Ellis                                     | Libéral              |
| Gloucester                  |                 | Théotime Blanchard                                       | Conservateur         |
| Kent                        |                 | George McInerney                                         | Conservateur         |
| King's                      |                 | James Domville                                           | Libéral              |
| Northumberland              |                 | James Robinson                                           | Conservateur         |
| Restigouche                 |                 | John McAlister                                           | Libéral-conservateur |
| Sunbury—Queen's             |                 | George Gerald King (au 18 décembre 1896, nommé au Sénat) | Libéral              |
| Sunbury—Queen's             |                 | Andrew George Blair (élection partielle en 1896)         | Libéral              |
| Victoria                    |                 | John Costigan                                            | Libéral-conservateur |
| Westmorland                 |                 | Henry Powell                                             | Libéral-conservateur |
| York                        |                 | George Eulas Foster                                      | Conservateur         |

### Nouvelle-Écosse
| Circonscription      | Circonscription | Nom                                                   | Parti                |
| -------------------- | --------------- | ----------------------------------------------------- | -------------------- |
| Annapolis            |                 | John Burpee Mills                                     | Conservateur         |
| Antigonish           |                 | Colin Francis McIsaac                                 | Libéral              |
| Cap Breton*          |                 | Hector Francis McDougall                              | Libéral-conservateur |
| Cap Breton*          |                 | Charles Tupper                                        | Conservateur         |
| Colchester           |                 | Wilbert David Dimock (élection annulée)               | Conservateur         |
| Colchester           |                 | Firman McClure (élection partielle en 1897)           | Libéral              |
| Cumberland           |                 | Hance James Logan                                     | Libéral              |
| Digby                |                 | Albert James Smith Copp                               | Libéral              |
| Guysborough          |                 | Duncan Cameron Fraser                                 | Libéral              |
| Halifax*             |                 | Robert Laird Borden                                   | Conservateur         |
| Halifax*             |                 | Benjamin Russell                                      | Libéral              |
| Hants                |                 | Allen Haley                                           | Libéral              |
| Inverness            |                 | Angus McLennan                                        | Libéral              |
| Kings                |                 | Frederick William Borden (au 11 juillet 1896)         | Libéral              |
| Kings                |                 | Frederick William Borden (élection partielle en 1896) | Libéral              |
| Lunenburg            |                 | Charles Edwin Kaulbach                                | Conservateur         |
| Pictou*              |                 | Adam Carr Bell                                        | Conservateur         |
| Pictou*              |                 | Charles Hibbert Tupper                                | Conservateur         |
| Richmond             |                 | Joseph Alexander Gillies                              | Conservateur         |
| Shelburne et Queen's |                 | Francis Gordon Forbes (au 18 juillet 1896)            | Libéral              |
| Shelburne et Queen's |                 | William Stevens Fielding (élection partielle en 1896) | Libéral              |
| Victoria             |                 | John Lemuel Bethune                                   | Conservateur         |
| Yarmouth             |                 | Thomas Barnard Flint                                  | Libéral              |

### Ontario
| Circonscription              | Circonscription | Nom                                                                                              | Parti                    |
| ---------------------------- | --------------- | ------------------------------------------------------------------------------------------------ | ------------------------ |
| Addington                    |                 | John William Bell                                                                                | Conservateur             |
| Algoma                       |                 | Albert Edward Dyment                                                                             | Libéral                  |
| Bothwell                     |                 | James Clancy                                                                                     | Conservateur             |
| Brant-Sud                    |                 | Charles Bernhard Heyd (élection partielle en 1897)                                               | Libéral                  |
| Brant-Sud                    |                 | Robert Henry                                                                                     | Conservateur             |
| Brockville                   |                 | John Fisher Wood                                                                                 | Libéral-conservateur     |
| Brockville                   |                 | William Henry Comstock (élection partielle en 1899)                                              | Libéral                  |
| Bruce-Est                    |                 | Henry Cargill                                                                                    | Conservateur             |
| Bruce-Nord                   |                 | Alexander McNeill                                                                                | Libéral-conservateur     |
| Bruce-Ouest                  |                 | John Tolmie                                                                                      | Libéral                  |
| Cardwell                     |                 | William Stubbs                                                                                   | Conservateur indépendant |
| Carleton                     |                 | William Thomas Hodgins                                                                           | Conservateur             |
| Cornwall et Stormont         |                 | Darby Bergin                                                                                     | Libéral-conservateur     |
| Cornwall et Stormont         |                 | John Goodall Snetsinger (élection partielle en 1896)                                             | Libéral                  |
| Dundas                       |                 | Andrew Broder                                                                                    | Conservateur             |
| Durham-Est                   |                 | Thomas Dixon Craig                                                                               | Conservateur indépendant |
| Durham-Ouest                 |                 | Robert Beith                                                                                     | Libéral                  |
| Elgin-Est                    |                 | Andrew B. Ingram                                                                                 | Libéral-conservateur     |
| Elgin-Ouest                  |                 | George Elliott Casey                                                                             | Libéral                  |
| Essex-Nord                   |                 | William McGregor                                                                                 | Libéral                  |
| Essex-Sud                    |                 | Mahlon K. Cowan                                                                                  | Libéral                  |
| Frontenac                    |                 | David Dickson Rogers                                                                             | Patrons of Industry      |
| Glengarry                    |                 | Roderick R. McLennan                                                                             | Conservateur             |
| Grenville-Sud                |                 | John Dowsley Reid                                                                                | Conservateur             |
| Grey-Est                     |                 | Thomas Simpson Sproule                                                                           | Conservateur             |
| Grey-Nord                    |                 | John Clark                                                                                       | Libéral                  |
| Grey-Nord                    |                 | William Paterson (élection partielle en 1896)                                                    | Libéral                  |
| Grey-Sud                     |                 | George Landerkin                                                                                 | Libéral                  |
| Haldimand et Monck           |                 | Walter Humphries Montague                                                                        | Conservateur             |
| Halton                       |                 | David Henderson                                                                                  | Conservateur             |
| Hamilton*                    |                 | Andrew Trew Wood                                                                                 | Libéral                  |
| Hamilton*                    |                 | Thomas Henry Macpherson                                                                          | Libéral                  |
| Hastings-Est                 |                 | Jeremiah M. Hurley                                                                               | Libéral                  |
| Hastings-Nord                |                 | Alexander Augustus Williamson Carscallen                                                         | Conservateur             |
| Hastings-Ouest               |                 | Henry Corby                                                                                      | Conservateur             |
| Huron-Est                    |                 | Peter Macdonald                                                                                  | Libéral                  |
| Huron-Ouest                  |                 | Malcolm Colin Cameron (au 30 mai 1898 nommé Lieutenant-gouverneur des Territoires-du-Nord-Ouest) | Libéral                  |
| Huron-Ouest                  |                 | Robert Holmes (élection partielle en 1899)                                                       | Libéral                  |
| Huron-Sud                    |                 | John McMillan                                                                                    | Libéral                  |
| Kent                         |                 | Archibald Campbell                                                                               | Libéral                  |
| Kingston                     |                 | Byron Moffatt Britton                                                                            | Libéral                  |
| Lambton-Est                  |                 | John Fraser                                                                                      | Libéral                  |
| Lambton-Ouest                |                 | James Frederick Lister (au 21 juin 1898)                                                         | Libéral                  |
| Lambton-Ouest                |                 | Thomas George Johnston (élection partielle en 1898)                                              | Libéral                  |
| Lanark-Nord                  |                 | Bennett Rosamond                                                                                 | Conservateur             |
| Lanark-Sud                   |                 | John Graham Haggart                                                                              | Conservateur             |
| Leeds-Nord et Grenville-Nord |                 | Francis Theodore Frost                                                                           | Libéral                  |
| Leeds-Sud                    |                 | George Taylor                                                                                    | Conservateur             |
| Lennox                       |                 | Uriah Wilson                                                                                     | Conservateur             |
| Lincoln et Niagara           |                 | William Gibson                                                                                   | Libéral                  |
| London                       |                 | Thomas Beattie                                                                                   | Conservateur             |
| Middlesex-Est                |                 | James Gilmour                                                                                    | Conservateur             |
| Middlesex-Nord               |                 | Valentine Ratz                                                                                   | Libéral                  |
| Middlesex-Sud                |                 | Malcolm McGugan                                                                                  | Libéral                  |
| Middlesex-Ouest              |                 | William Samuel Calvert                                                                           | Libéral                  |
| Muskoka et Parry Sound       |                 | George McCormick                                                                                 | Libéral-conservateur     |
| Nipissing                    |                 | James Bell Klock                                                                                 | Conservateur             |
| Norfolk-Nord                 |                 | John Charlton                                                                                    | Libéral                  |
| Norfolk-Sud                  |                 | David Tisdale                                                                                    | Conservateur             |
| Northumberland-Est           |                 | Edward Cochrane (en)                                                                             | Conservateur             |
| Northumberland-Ouest         |                 | George Guillet                                                                                   | Conservateur             |
| Ontario-Nord                 |                 | Duncan Graham (élection partielle en 1897)                                                       | Libéral indépendant      |
| Ontario-Nord                 |                 | John Alexander McGillivray                                                                       | Libéral-conservateur     |
| Ontario-Ouest                |                 | James David Edgar (décès le 31 juillet 1899)                                                     | Libéral                  |
| Ontario-Ouest                |                 | Isaac James Gould (élection partielle en 1900)                                                   | Libéral                  |
| Ontario-Sud                  |                 | Leonard Burnett                                                                                  | Libéral                  |
| Ottawa (Cité d')*            |                 | Napoléon Antoine Belcourt                                                                        | Libéral                  |
| Ottawa (Cité d')*            |                 | William H. Hutchison                                                                             | Libéral                  |
| Oxford-Nord                  |                 | James Sutherland                                                                                 | Libéral                  |
| Oxford-Sud                   |                 | Richard John Cartwright                                                                          | Libéral                  |
| Oxford-Sud                   |                 | Richard John Cartwright (élection partielle en 1896)                                             | Libéral                  |
| Peel                         |                 | Joseph Featherston                                                                               | Libéral                  |
| Perth-Nord                   |                 | Alexander Ferguson Maclaren                                                                      | Conservateur             |
| Perth-Sud                    |                 | Dilman Kinsey Erb                                                                                | Libéral                  |
| Peterborough-Est             |                 | John Lang                                                                                        | Libéral indépendant      |
| Peterborough-Ouest           |                 | James Kendry                                                                                     | Conservateur             |
| Prescott                     |                 | Isidore Proulx                                                                                   | Libéral                  |
| Prince Edouard               |                 | William Varney Pettet                                                                            | Patrons of Industry      |
| Renfrew-Nord                 |                 | Thomas Mackie                                                                                    | Libéral                  |
| Renfrew-Sud                  |                 | John Ferguson                                                                                    | Conservateur indépendant |
| Russell                      |                 | William Cameron Edwards                                                                          | Libéral                  |
| Simcoe-Est                   |                 | William Humphrey Bennett                                                                         | Conservateur             |
| Simcoe-Est                   |                 | William Humphrey Bennett (élection partielle en 1897)                                            | Conservateur             |
| Simcoe-Nord                  |                 | Dalton McCarthy (décès le 11 mai 1898)                                                           | Indépendant              |
| Simcoe-Nord                  |                 | Leighton Goldie McCarthy (élection partielle en 1898)                                            | Indépendant              |
| Simcoe-Sud                   |                 | Richard Tyrwhitt                                                                                 | Conservateur             |
| Toronto-Centre               |                 | William Lount                                                                                    | Libéral                  |
| Toronto-Centre               |                 | George Hope Bertram (élection partielle en 1897)                                                 | Libéral                  |
| Toronto-Est                  |                 | John Ross Robertson                                                                              | Conservateur indépendant |
| Toronto-Ouest                |                 | Edmund Boyd Osler                                                                                | Conservateur             |
| Toronto-Ouest                |                 | Edward Frederick Clarke                                                                          | Conservateur             |
| Victoria-Nord                |                 | Samuel Hughes                                                                                    | Libéral-conservateur     |
| Victoria-Sud                 |                 | George McHugh                                                                                    | Libéral                  |
| Waterloo-Nord                |                 | Joseph Emm Seagram                                                                               | Conservateur             |
| Waterloo-Sud                 |                 | James Livingston                                                                                 | Libéral                  |
| Welland                      |                 | William McCleary                                                                                 | Conservateur             |
| Wellington-Centre            |                 | Andrew Semple                                                                                    | Libéral                  |
| Wellington-Nord              |                 | James McMullen                                                                                   | Libéral                  |
| Wellington-Sud               |                 | Christian Kloepfer                                                                               | Conservateur             |
| Wentworth-Nord et Brant      |                 | James Somerville                                                                                 | Libéral                  |
| Wentworth-Sud                |                 | Thomas Bain                                                                                      | Libéral                  |
| York-Est                     |                 | William Findlay Maclean                                                                          | Conservateur             |
| York-Nord                    |                 | William Mulock (nommé maîte des Postes)                                                          | Libéral                  |
| York-Nord                    |                 | William Mulock (élection partielle en 1896)                                                      | Libéral                  |
| York-Ouest                   |                 | Nathaniel Clarke Wallace                                                                         | Conservateur             |

### Québec
| Circonscription              | Circonscription | Nom                                                                   | Parti        |
| ---------------------------- | --------------- | --------------------------------------------------------------------- | ------------ |
| Argenteuil                   |                 | Thomas Christie                                                       | Libéral      |
| Bagot                        |                 | Flavien Dupont (décès en fonction)                                    | Conservateur |
| Bagot                        |                 | Joseph Edmond Marcile (élection partielle en 1898)                    | Libéral      |
| Beauce                       |                 | Joseph Godbout                                                        | Libéral      |
| Beauharnois                  |                 | Joseph-Gédéon-Horace Bergeron                                         | Conservateur |
| Bellechasse                  |                 | Onésiphore-Ernest Talbot                                              | Libéral      |
| Berthier                     |                 | Cléophas Beausoleil (au 1er décembre 1899)                            | Libéral      |
| Berthier                     |                 | Joseph-Éloi Archambault (élection partielle en 1900)                  | Libéral      |
| Bonaventure                  |                 | William LeBoutillier Fauvel (décès le 8 février 1897)                 | Libéral      |
| Bonaventure                  |                 | Jean-François Guité (élection partielle en 1897)                      | Libéral      |
| Brome                        |                 | Sydney Arthur Fisher (au 11 juillet 1896)                             | Libéral      |
| Brome                        |                 | Sydney Arthur Fisher (élection partielle en 1896)                     | Libéral      |
| Chambly—Verchères            |                 | Christophe Alphonse Geoffrion (décès le 18 juillet 1899)              | Libéral      |
| Chambly—Verchères            |                 | Victor Geoffrion (élection partielle en 1900)                         | Libéral      |
| Champlain                    |                 | François Arthur Marcotte (élection annulé le 12 janvier 1897)         | Conservateur |
| Champlain                    |                 | François Arthur Marcotte (élection partielle en 1897)                 | Conservateur |
| Charlevoix                   |                 | Louis Charles Alphonse Angers                                         | Libéral      |
| Châteauguay                  |                 | James Pollock Brown                                                   | Libéral      |
| Chicoutimi—Saguenay          |                 | Paul Vilmond Savard                                                   | Libéral      |
| Compton                      |                 | Rufus Henry Pope                                                      | Conservateur |
| Deux-Montagnes               |                 | Joseph Arthur Calixte Éthier                                          | Libéral      |
| Dorchester                   |                 | Jean-Baptiste Morin                                                   | Conservateur |
| Drummond—Arthabaska          |                 | Joseph Lavergne (au 4 août 1897)                                      | Libéral      |
| Drummond—Arthabaska          |                 | Louis Lavergne (élection partille en 1897)                            | Libéral      |
| Gaspé                        |                 | Rodolphe Lemieux                                                      | Libéral      |
| Hochelaga                    |                 | Joseph Alexandre Camille Madore                                       | Libéral      |
| Huntingdon                   |                 | Julius Scriver                                                        | Libéral      |
| Jacques-Cartier              |                 | Frederick Debartzch Monk                                              | Conservateur |
| Joliette                     |                 | Charles Bazinet                                                       | Libéral      |
| Kamouraska                   |                 | Henry George Carroll                                                  | Libéral      |
| Labelle                      |                 | Henri Bourassa (démissionne le 26 octobre 1899)                       | Libéral      |
| Labelle                      |                 | Henri Bourassa (élection partielle en 1900)                           | Indépendant  |
| Laprairie—Napierville        |                 | Dominique Monet                                                       | Libéral      |
| L'Assomption                 |                 | Joseph Gauthier                                                       | Libéral      |
| Laval                        |                 | Thomas Fortin                                                         | Libéral      |
| Lévis                        |                 | Pierre Malcom Guay (décès le 19 février 1899)                         | Libéral      |
| Lévis                        |                 | Louis Julien Demers (élection partielle en 1899)                      | Libéral      |
| L'Islet                      |                 | Alphonse Arthur Miville Déchêne                                       | Libéral      |
| Lotbinière                   |                 | Côme Isaïe Rinfret (au 25 août 1899)                                  | Libéral      |
| Lotbinière                   |                 | Edmond Fortier (élection partielle en 1900)                           | Libéral      |
| Maisonneuve                  |                 | Raymond Préfontaine                                                   | Libéral      |
| Maskinongé                   |                 | Joseph-Hormisdas Legris                                               | Libéral      |
| Mégantic                     |                 | Georges Turcot                                                        | Libéral      |
| Missisquoi                   |                 | Daniel Bishop Meigs                                                   | Libéral      |
| Montcalm                     |                 | Louis Euclide Dugas                                                   | Conservateur |
| Montmagny                    |                 | Philippe Auguste Choquette (au 7 juillet 1898)                        | Libéral      |
| Montmagny                    |                 | Pierre-Raymond-Léonard Martineau (élection partielle en 1898)         | Libéral      |
| Montmorency                  |                 | Thomas Chase Casgrain                                                 | Conservateur |
| Nicolet                      |                 | Fabien Boisvert (décès le 12 novembre 1897)                           | Conservateur |
| Nicolet                      |                 | Joseph Hector Leduc (élection partielle en 1897)                      | Libéral      |
| Pontiac                      |                 | William Joseph Poupore                                                | Conservateur |
| Portneuf                     |                 | Henri-Gustave Joly de Lotbinière (au 11 juillet 1896)                 | Libéral      |
| Portneuf                     |                 | Henri-Gustave Joly de Lotbinière (élection partielle en 1896)         | Libéral      |
| Québec-Centre                |                 | François Charles Stanislas Langelier (au 14 janvier 1898)             | Libéral      |
| Québec-Centre                |                 | Arthur Cyrille Albert Malouin (élection partielle en 1898)            | Libéral      |
| Québec (Comté de)            |                 | Charles Fitzpatrick (au 11 juillet 1896)                              | Libéral      |
| Québec (Comté de)            |                 | Charles Fitzpatrick (élection partielle en 1896)                      | Libéral      |
| Québec-Est                   |                 | Wilfrid Laurier (au 11 juillet 1896)                                  | Libéral      |
| Québec-Est                   |                 | Wilfrid Laurier (élection partielle en 1896)                          | Libéral      |
| Québec-Ouest                 |                 | Richard Reid Dobell                                                   | Libéral      |
| Richelieu                    |                 | Arthur Aimé Bruneau                                                   | Libéral      |
| Richmond—Wolfe               |                 | Michael Thomas Stenson                                                | Libéral      |
| Rimouski                     |                 | Jean-Baptiste Romuald Fiset (au 20 octobre 1897, nomination au Sénat) | Libéral      |
| Rimouski                     |                 | Jean Auguste Ross (élection partielle en 1897)                        | Libéral      |
| Rouville                     |                 | Louis Philippe Brodeur                                                | Libéral      |
| Sainte-Anne                  |                 | Michael Francis Joseph Quinn                                          | Conservateur |
| Saint-Antoine                |                 | Thomas George Roddick                                                 | Conservateur |
| Saint-Hyacinthe              |                 | Michel Esdras Bernier (au 22 juin 1900)                               | Libéral      |
| Saint-Hyacinthe              |                 | Michel Esdras Bernier (élection partielle en 1900)                    | Libéral      |
| Saint-Jacques                |                 | Odilon Desmarais                                                      | Libéral      |
| Saint-Jean—Iberville         |                 | François Béchard (au 17 juillet 1896, nomination au Sénat)            | Libéral      |
| Saint-Jean—Iberville         |                 | Joseph Israël Tarte (élection partielle en 1896)                      | Libéral      |
| Saint-Laurent                |                 | Edward Goff Penny                                                     | Libéral      |
| Saint-Marie                  |                 | Hercule Dupré                                                         | Libéral      |
| Shefford                     |                 | Charles Henry Parmelee                                                | Libéral      |
| Sherbrooke (Ville de)        |                 | William Bullock Ives (décès le 15 juillet 1899)                       | Conservateur |
| Sherbrooke (Ville de)        |                 | John McIntosh (élection partielle en 1900)                            | Conservateur |
| Soulanges                    |                 | Augustin Bourbonnais                                                  | Libéral      |
| Stanstead                    |                 | Alvin Head Moore                                                      | Conservateur |
| Témiscouata                  |                 | Charles Eugène Pouliot (décès le 24 juin 1897)                        | Libéral      |
| Témiscouata                  |                 | Charles Arthur Gauvreau (élection partielle en 1897)                  | Libéral      |
| Terrebonne                   |                 | Léon Adolphe Chauvin                                                  | Conservateur |
| Trois-Rivières—Saint-Maurice |                 | Adolphe-Philippe Caron                                                | Conservateur |
| Vaudreuil                    |                 | Henry Stanislas Harwood                                               | Libéral      |
| Wright                       |                 | Charles Ramsay Devlin (au 15 mars 1897)                               | Libéral      |
| Wright                       |                 | Louis Napoléon Champagne (élection partielle en 1897)                 | Libéral      |
| Yamaska                      |                 | Roch Moïse Samuel Mignault                                            | Libéral      |

### Territoires du Nord-Ouest
| Circonscription  | Circonscription | Nom                                               | Parti                |
| ---------------- | --------------- | ------------------------------------------------- | -------------------- |
| Alberta          |                 | Frank Oliver                                      | Libéral              |
| Assiniboia-Est   |                 | James Moffat Douglas                              | Libéral              |
| Assiniboia-Ouest |                 | Nicholas Flood Davin                              | Libéral-conservateur |
| Saskatchewan     |                 | Wilfrid Laurier (au 11 juillet 1896)              | Libéral              |
| Saskatchewan     |                 | Thomas Osborne Davis (élection partielle en 1896) | Libéral              |

## Sources
- Site web du Parlement du Canada

- (en) Cet article est partiellement ou en totalité issu de l’article de Wikipédia en anglais intitulé « 8th Canadian Parliament » (voir la liste des auteurs).